# Escrita automática
Escrita automática é o processo de produção de material escrito que objetiva evitar os pensamentos conscientes do autor, através do fluxo do inconsciente. É um método de escrita criado pelos dadaístas, mais especificamente pelo posterior líder do movimento surrealista, André Breton, no ano de 1919 ou por Tristan Tzara. Ou seja, para a literatura, se trata somente de um método literário defendido, principalmente, pela vanguarda surrealista.
Através da escrita automática o eu do poeta se manifestaria livremente de qualquer repressão da consciência e deixaria crescer o poder criador do homem fora de qualquer influxo castrante. Seu propósito é vencer a censura que se exerce sobre o inconsciente, libertando-o através de atos criativos não programados e sem sentido imediato para a consciência, os quais escapam à vontade do autor.
O primeiro livro produzido por escrita automática foi "Os campos magnéticos"(1921), de André Breton e Philippe Soupault, e suas raízes se encontram na poesia em prosa de Rimbaud e Lautréamont e na poesia, mais remota, de William Blake.
No Brasil, a escrita automática chegou ainda nos anos 20 daquele século, através de Prudente de Morais Neto e Sérgio Buarque de Holanda.